# سوافومير بيشكو
سوافومير بيشكو (Sławomir Peszko) (مواليد 19 فبراير 1985) هو لاعب كرة قدم. يلعب مع منتخب بولندا لكرة القدم.

## وصلات خارجية
- سوافومير بيشكو على موقع الاتحاد الدولي (مؤرشف)  (الإنجليزية)
- سوافومير بيشكو على موقع الاتحاد الأوربي (الإنجليزية)
- سوافومير بيشكو على موقع قاعدة بيانات كرة القدم.إي يو (الإنجليزية)
- سوافومير بيشكو على موقع بيانات كرة القدم. دي إي (الألمانية)
- سوافومير بيشكو على موقع ناشيونال فوتبول تيمز (الإنجليزية)
- سوافومير بيشكو على موقع Soccerbase.com (لاعب) (الإنجليزية)
- سوافومير بيشكو على موقع Soccerway.com (الإنجليزية)
- سوافومير بيشكو على موقع عالم كرة القدم.نت (الإنجليزية)
- سوافومير بيشكو على موقع AS.com (الإسبانية)

- National Football Teams